# L'Idiot (film, 1910)
Pour les articles homonymes, voir Idiot.
Pour plus de détails, voir Fiche technique et Distribution.
L’Idiot (en russe : Идиот) est un court métrage muet russe de Piotr Tchardynine réalisé en 1910. C'est la première adaptation cinématographique du roman L’Idiot de Fiodor Dostoïevski.

## Fiche technique
- Réalisation : Piotr Tchardynine
- Scénario : Piotr Tchardynine d'après Fedor Dostoïevsky
- Photographie : Louis Forestier
- Production : Alexandre Khanjonkov
- Format :  Noir et blanc - muet
- Genre : Drame
- Durée : 21 minutes
- Date de sortie : 4 janvier 1910

## Distribution
- Liubov Variaguina (ru) : Nastassia Filippovna
- Tatiana Chornikova : Aglaé Ivanovna Epantchine
- Andreï Gromov : prince Léon Nicolaïévitch Mychkine
- Arseni Bibikov (ru) : Le général Ivan Fedorovitch Epantchine
- Pavel Biryukov (ru) : Parfione Sémionovitch Rogojine
- Antonina Pozharskaïa (ru) : Madame Ivolguine